# Jaworzno

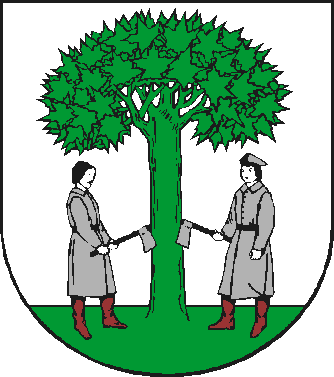
Stadsvapen

Karta

Jaworzno är en stad i sydvästra Polen belägen 30 kilometer sydost om Katowice. Staden hade år 2005 96 606 invånare.